# Jaume Carbonero
Jaume Carbonero Malbertí es un político español del Partido Socialista de las Islas Baleares. Nació en Palma el 3 de agosto de 1951.
Es arquitecto y especialista en urbanismo. Ha hecho trabajo de arquitecto municipal de Pollensa y es profesor de derecho urbanístico de la Universidad de las Islas Baleares. Después de las elecciones municipales españolas de 1983 fue nombrado teniente de alcalde de urbanismo del ayuntamiento de Palma. Fue elegido diputado a las elecciones en el Parlamento de las Islas Baleares de 1987, aunque renunció el 1989.
Fue director general de Arquitectura y Vivienda de 1999 a 2003 y en julio de 2007 fue nombrado por el presidente del Gobierno de las Islas Baleares, Francesc Antich, consejero de Vivienda y Obras Públicas del ejecutivo balear. Fue escogido nuevamente diputado a las elecciones en el Parlamento de las Islas Baleares de 2011, y de 2011 a 2015 fue portavoz del grupo socialista de la Comisión de Territorio y vicepresidente de la Comisión de IB3.